# Jaap Boot
Jan Jacobus (Jaap) Boot (Wormerveer, 1 maart 1903 - Dordrecht, 14 juni 1986) was een Nederlandse atleet, die zich had gespecialiseerd op de 100 m en het verspringen. Hij nam in zijn loopbaan tweemaal deel aan de Olympische Spelen en veroverde hierbij eenmaal een bronzen medaille.

## Loopbaan
Op de Olympische Zomerspelen van Parijs in 1924 won Boot samen met zijn teamgenoten Jan de Vries, Harry Broos en Rinus van den Berge een bronzen medaille op de 4 x 100 m estafette. De Nederlanders finishten na 41,8 s, een verbetering van hun beste tijd uit de series. In de derde serie hadden zij al 42,0 laten noteren, op dat moment een evenaring van het wereldrecord dat de Britse ploeg juist in de eerste serie had gevestigd. Dit record werd in de zesde serie door de Amerikaanse ploeg echter alweer gebroken en verder teruggebracht tot 41,2.
Jaap Boot nam naast de estafette ook deel aan het verspringen. Op dit nummer werd hij in de derde serie eliminaties, ondanks een tweede plaats met een sprong van 6,86 m, uitgeschakeld.
In 1928 was Boot er op de Olympische Spelen van Amsterdam opnieuw bij. Op deze Spelen kwam hij uit op de 100 m. Hij kwam echter niet verder dan de series, want in de derde serie werd hij met een vierde plaats uitgeschakeld.

## Nederlandse kampioenschappen
| Onderdeel   | Jaar                   |
| ----------- | ---------------------- |
| verspringen | 1923, 1924, 1932, 1933 |

## Persoonlijk record
| Onderdeel   | Prestatie | Datum        | Plaats    |
| ----------- | --------- | ------------ | --------- |
| verspringen | 7,24 m    | 30 juli 1932 | Amsterdam |